# Robinsonite
La robinsonite è un minerale.